# Mina Proaño
La Mina Proaño es una mina de plata subterránea localizada en el centro de México. 
Es una de las minas de plata más grandes y rentables del mundo. La mina se localiza en los suburbios de la ciudad de Fresnillo, Zacatecas; por lo que  la mina también es conocida como Mina Fresnillo. La operación minera es llevada a cabo por Peñoles, una compañía con base en la Ciudad de México, y que es la empresa minera productora de plata más grande del mundo. En 2004, la Mina Proaño produjo casi 32 millones de onzas troy (995,000 kg) de plata.[cita requerida]
La extracción minera de plata en  Fresnillo se remonta a 1550. Siendo  bastante común en  las operaciones mineras de gran escala, especialmente la minería de plata, la cual utiliza cantidades grandes de cianuro, ha habido reclamos contra la contaminación relacionada con la mina, como en el caso de  contaminación de fuentes de agua, incremento en índices de enfermedades de ganado y personas, y aumentos en la contaminación de aire. Esta mina en particular ha obtenido la certificación ISO 14000 por sus procesos de administración medioambientales y de equipamiento, y ha recibido una "Inscripción de Industria Limpia" de autoridades mexicanas.[cita requerida] La compañía minera ha también estableció un "parque ecológico", el cual es básicamente un santuario para más de un centenar especies de mamíferos, pájaros y reptiles. Este parque, establecido en 2004, estuvo diseñado como área pública (Parque los Jales) e incluye lagos, caminos y áreas abiertas para relajación y ejercicio físicos. El parque fue establecido encima de terrenos anteriormente ocupados por cúmulos de jales  (relave) y estanques.